# Nasenbohren

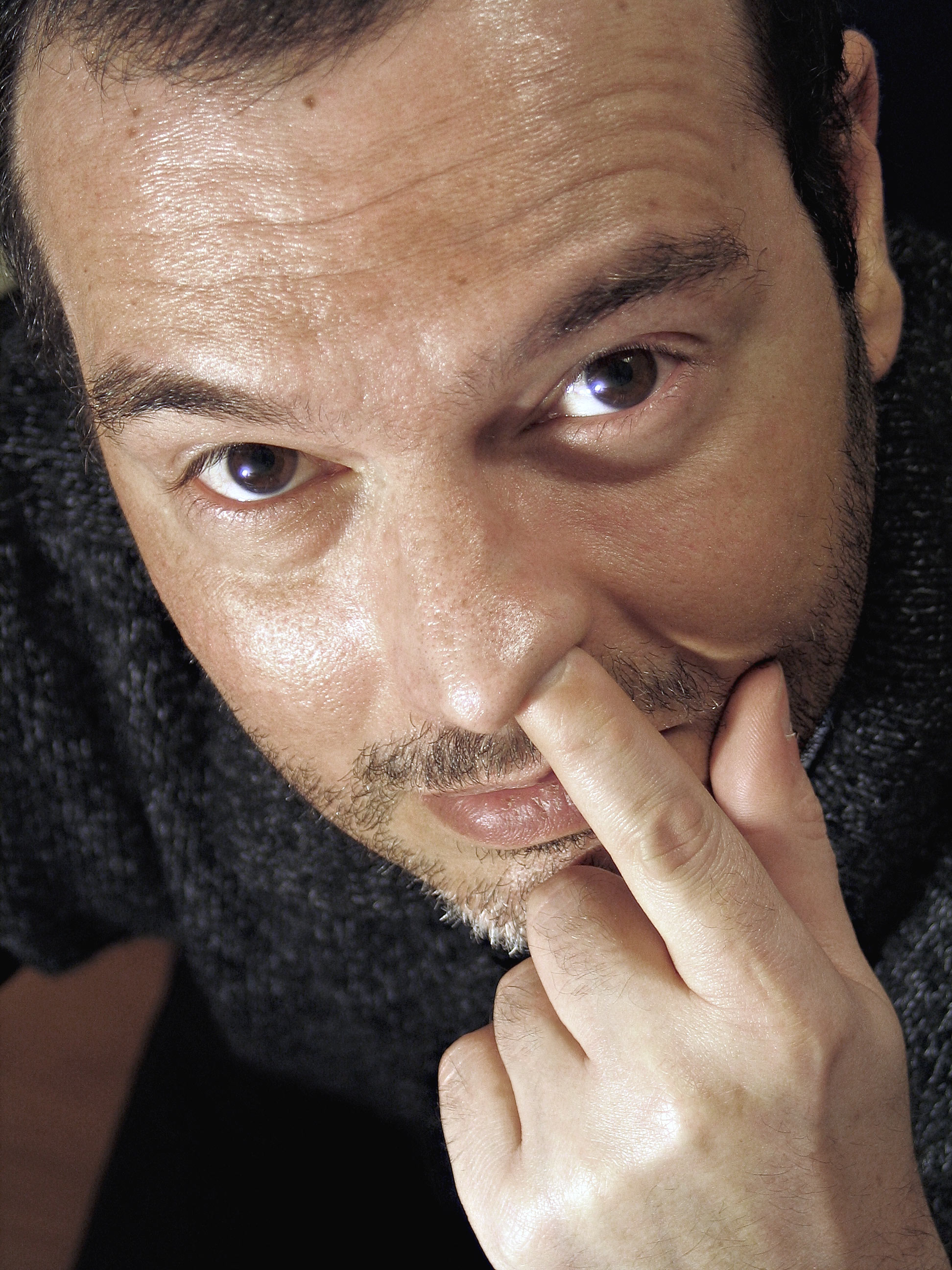
Mann, der in der Nase bohrt.

Unter Nasenbohren, Nasebohren, In-der-Nase-Bohren, Popeln versteht man das Einführen eines Fingers in die Nase, meist um angetrocknetes Nasensekret (fachsprachlich: Borke, umgangssprachlich: Popel, Butzen oder Bubbl) oder (seltener) Fremdkörper zu entfernen.

## Verletzungsrisiko
Nasebohren birgt in seltenen Fällen Risiken: Verletzungen (Exkoriationen) können zu Nasenbluten führen, wobei die Blutung meist aus dem Locus Kiesselbachi, einem Netz von Blutgefäßen am vorderen Ende der Nasenscheidewand, stammt. Es sind Infektionen mit einer Vielzahl von Krankheitserregern möglich, die auf der Fingerkuppe nachweisbar sind. Deshalb wird in aller Regel zur Benutzung eines Taschentuchs geraten. Allerdings haben die meisten Menschen auf der Nasenschleimhaut deutlich mehr Erreger als auf den Fingern und angetrocknetes Nasensekret ist häufig so fest angekrustet, dass ein bloßes Ausblasen der Nase („Schnauben“) noch nicht zum Ziel führt. Man kann aber auch das Taschentuch über den Finger legen und so die Nase von innen reinigen. Eine Reinigung der Nase kann zudem mit Nasenspülungen und Inhalationen verbessert werden.

## Zwanghaftes Nasenbohren
Das Bohren in der Nase ist vor allem bei Jugendlichen, aber auch Erwachsenen verbreitet. In einer US-amerikanischen Studie (in der Dane County, Wisconsin; 254 Antworten von 1000 befragten Personen) gaben 91 Prozent der befragten Erwachsenen an, „in der Nase zu bohren“, und 75 Prozent waren der Meinung, dass nahezu jeder dies tue. In den wenigsten Fällen ist dieses Verhalten pathologisch. Allerdings wird zwanghaftes Nasebohren (Rhinotillexomanie) als ein Verhalten mit Krankheitswert nach der ICD-10 (der Internationalen Klassifikation der Krankheiten und verwandten Gesundheitsprobleme der WHO) mit F98.8 unter Sonstige näher bezeichnete Verhaltens- und emotionale Störungen mit Beginn in der Kindheit und Jugend eingeordnet. Alternativ kann auch die ICD-10 Kategorie F63.8 (Sonstige abnorme Gewohnheiten und Störungen der Impulskontrolle) erwogen werden.
Exzessives zwanghaftes Nasenbohren kann über einen langen Zeitraum zur Ausräumung des Siebbeins (Ethmoidektomie) und zur Perforation der Nasenscheidewand führen.

## Soziale Ächtung und Tabuisierung
Nasebohren in der Öffentlichkeit wird in der westlichen und in weiten Teilen der fernöstlichen Kultur als unhygienisch angesehen. Das Ausblasen der Nase in ein Taschentuch gilt oft in westlichen Ländern im Unterschied zum Nasebohren als nicht oder bedeutend weniger unhygienisch.

Bei der Mukophagie (von griechisch mukos „Schleim“, phagein „essen“) wird das entfernte Sekret verzehrt. Dies unterliegt, obwohl ebenfalls verbreitet, einem noch stärkeren Tabu. Es sollte aber nicht mit Anfeuchten des Fingers zwecks Aufweichen verhärteten Sekrets verwechselt werden. Erwähnt sei noch, dass ein Großteil des Nasensekrets und der darin aufgefangenen Schmutzpartikel ohnehin über den Nasen-Rachen-Gang in den Rachen gelangt und dabei anschließend unwillkürlich hinuntergeschluckt wird.